# 준사관
준사관(准士官) 준위는 특정 분야에서 높은 전문성을 요구하는 계급으로, 장교와 부사관 사이에 위치하며, 전문 분야에서 높은 수준의 숙련도를 갖춘 인력을 의미한다. 헬리콥터 조종, 방첩, 수사, 통신 및 기술정비 등 다양한 분야에서 전문적인 역할을 수행한다.
준사관은 준위 단일 계급으로 국군에서 준위는 민간인이 시험을 쳐서 합격한 이들이나, 육군, 해군 및 해병대 상사 이상 및 공군 원사인 부사관들 중 신분전환 시험 및 심사를 합격한 이들이, 준사관후보생 과정을 수료해 준위로 임관한다.

## 나라별 현황
대한민국 국군과 미군의 경우 준위를 장교로 집계한다. 국군에서의 준사관은 기본 명칭에서 알 수 있듯 장교에 "준"하는 권한과 예우를 받게된다. 미군의 경우 CWO-2 계급부터 공식적으로 미합중국 대통령의 명에 따라 사관들과 똑같이 장교 선서식을 거쳐 임관하게 되며, 위관급 장교와 동등한 권한을 보장받는다. 또한 사관과 마찬가지로 준사관부터는 사병들에게 경례를 받게 되고, 호칭 또한 Sergeant가 아닌 Sir 또는 Chief, Mr.로 바뀐다. 해군의 경우 CWO-2 이상부터 장교와 동일한 정모와 근무모 모표를 지급받는다. 
현재 미군의 경우 준사관이 5종류의 계급으로 구분되어 있으며, 임관할 경우 1호 준사관 계급장을 달고 군복무를 시작한다. 다만, 미 공군과 미 우주군은 준사관 제도가 없다.
유럽 군대와 영연방 국가 군대, 자위대 등의 준위는 대한민국 국군과 미군과는 달리 준사관을 부사관/병사와 같이 사병으로 보거나 준사관을 나눠 일부 계급만 장교로 집계하기도 하는 나라도 많다. 또한 이들은 부사관에서 별도의 신분 전환 없이 부사관 계급에 이어서 진급하는 형식이다. 유럽 군대와 자위대의 준위는 미군의 상급 부사관에 상응한다. 유럽의 군대와 영연방 국가의 군대(캐나다군, 호주군, 뉴질랜드군)의 경우 준위가 한국군의 주임원사의 위치에 보직되기도 하는데 이를 주임준위라 한다. 자위대 역시 이렇게 한다.
이렇게 국가마다 다른 대우로 인해 NATO 군의 공용계급에서도 이는 다르게 취급된다. 유럽군의 준사관은 OR-7~OR-8, 즉 미군의 E-8~E-9인 주임원사급 대우를 받는 반면, 미군 준사관은 장교 대우이기 때문에 유럽군의 준사관을 포함한 모든 사병 인원들('OR계급')에게 장교로서 경례를 받으며 별도의 'WO계급' 분류로 구분된다. 
번외로 미군에서도 2014년 처음으로 주임준위를 신설했다. 해당 보직의 공식 명칭은 육군의 경우 육군선임준사관참모(Army Staff Senior Warrant Officer, ARSTAF SWO)이다.
아르헨티나군은 희한하게 이 계급이 별도의 군인 분류가 아니라, 장교와 완전히 통합된 상태이다. 때문에 아르헨티나의 사관학교를 졸업하면 소위가 아닌 준위로 임관한다.
- 육군 : 특기참모(자신의 주특기 분야의 참모직으로 일한다.), 특전사 각종 교관, 기갑 정비과장, 항공 헬기 조종사(오직 헬기 조종만 담당하며 다른 업무는 일절 하지 않는다.)
- 해군 :
- 공군 : 
  - 정비 : 
  - 조종 :

## 계급장
대한민국 국군 계급장(준위)

| 준사관 (准士官) |             | 육군 (포제 정장) | 육군 (포제 견장) | 육군 (금속제) | 해군 | 해병대 | 공군 |
| 준사관 (准士官) | 준위 (准尉) |                  |                  |               |      |        |      |